# Vallée de la Fensch
Ne doit pas être confondu avec Vallée de la Moselle.
La vallée de la Fensch (Fenschdall en francique lorrain) se situe le long du sillon mosellan et doit son nom à la rivière Fensch qui la traverse. Son histoire récente est marquée par ses traditions minières et sidérurgiques. Terre d'accueil où se côtoient ruralité et industrie, la vallée compte le seul haut-fourneau classé en France (celui d'Uckange) ainsi que l'Écomusée des mines de fer de Lorraine de Neufchef.

## Géographie
Les communes traversées par la Fensch sont Knutange, Hayange, Florange, Nilvange et Serémange-Erzange. Il faut ajouter la ville de Fontoy où la Fensch prend historiquement sa source. En raison de la terminaison des noms de villes, la vallée est parfois appelée « vallée des anges ». D'autre part, son appellation s'écrit également avec un [t] : vallée de la Fentsch,.

## Histoire
L'histoire de la vallée de la Fensch est marquée par l'industrie sidérurgique – et des hauts-fourneaux – qui se développe dès la deuxième moitié du XIXe siècle. À partir de 1880, des Italiens commencent à s'installer dans la vallée. En 1926, 95 000 Italiens résident en Lorraine, ce qui représente plus de 43 % de la  population étrangère.  

## Culture
La vallée a inspiré à Bernard Lavilliers le titre phare d'un de ses premiers albums (Les Barbares), Fensch Vallée, en 1976.
Paru en 2018, le roman Leurs enfants après eux de Nicolas Mathieu décrit le quotidien d'adolescents de la vallée – renommée du nom fictif « vallée de la Henne » – dans les années 1990 après la crise de la sidérurgie ; le livre reçoit le prix Goncourt en 2018.
En 2019, le téléfilm de France Télévision Amours à mort dans la collection « Meurtres à... » réalisé par Olivier Barma se déroule intégralement sur les principaux sites sidérurgiques et naturels de la vallée.